# 神奈川県道410号湘南台大神伊勢原線
神奈川県道410号湘南台大神伊勢原線（かながわけんどう410ごう しょうなんだいおおかみいせはらせん）は、神奈川県藤沢市湘南台から伊勢原市に至る一般県道である。一部未供用区間がある。

## 概要
藤沢市の国道467号と伊勢原市の国道246号を結ぶ予定の県道である。

### 路線データ
県道の認定告示に基づく整理番号、路線名、起終点および重要な経過地は次のとおり。
- 整理番号：171
- 路線名：湘南台大神伊勢原
- 起点：藤沢市湘南台　藤沢北警察署入口交差点
- 終点：伊勢原市（国道246号交点予定）
- 重要な経過地：高座郡寒川町、平塚市大神
- 総延長：16.1 km（予定）[2]

### 重複区間
- 寒川北インター入口交差点 - 東海道新幹線高架橋付近（神奈川県道46号相模原茅ヶ崎線）

## 歴史

### 年表
- 2021年（令和3年）3月30日：道路法7条1項4号「2以上の市町村を経由する幹線で、これらの市町村とその沿線地方に密接な関係がある主要地とを連絡する道路」に該当するもの[2]として、「県道湘南台大神」が神奈川県告示第223号により認定された[3]。
- 2023年（令和5年）4月21日：平塚市大神の国道129号交差点（新吉際入口交差点）からツインシティ大神地区の延長約0.5 kmが開通[4]。
- 2024年（令和6年）3月29日：道路法7条1項4号該当として、神奈川県告示第199号により「県道湘南台大神伊勢原」が認定され、神奈川県告示第200号により県道湘南台大神が廃止[1][5][6][7]。

## 今後の予定
ツインシティ大神地区の道路整備事業の一環として寒川町倉見から平塚市大神までの延長約1.2 kmの区間で整備事業が進められ、相模川への「（仮称）ツインシティ橋」の架設が計画されているほか、2026年度（令和8年度）以降に圏央道（寒川北IC）へのアクセス向上を目的に藤沢市宮原から寒川町宮山までの延長約2.3 kmの区間が供用開始となる予定。

## 路線状況
当初、県道湘南台大神として整理番号169、起点・藤沢市湘南台、終点・平塚市大神、重要な経過地・高座郡寒川町として認定された。道路は4車線を基本とし、全区間に歩道が整備される予定である。計画交通量は23,700台/日と見込まれている。但し、ツインシティ大神地区では当面、暫定2車線として運用される。このうち、藤沢市湘南台（起点）から同市宮原間は既存市道および神奈川県道403号菖蒲沢戸塚線の一部が県道湘南台大神に編入される形で認定されたほか、寒川町の神奈川県道46号相模原茅ヶ崎線の一部が県道410号湘南台大神として重複認定された。その他の未成区間では県による整備事業が進められている。
さらに路線を実質的に延伸し、平塚市大神 - 伊勢原市小稲葉の延長1.2 kmが新規に整備される方針が2024年（令和6年）に決まり、既存路線を廃止して県道湘南台大神伊勢原として再認定された。県道湘南台大神伊勢原としては平塚市大神 - 伊勢原市小稲葉（県道606号明石下落合線交点）の延長1.2 kmを新規整備する予定である。更に終点側については伊勢原市小稲葉 - 伊勢原市下落合間では県道明石下落合を整備し、伊勢原市下落合 - 終点（国道246号交点）は県道22号横浜伊勢原線に重複する経路となる予定である。
2024年（令和6年）3月現在、区域決定されている区間は、藤沢市宮原字六本松1162番4から高座郡寒川町宮山3155番1までの延長2 291 mおよび平塚市大神字西八幡原2,560番3から同字一之堰603番1地先までの延長704 mであり、供用開始されているのは平塚市大神字西八幡原2476番から同字一之堰603番1地先までである。

## 地理

### 通過する自治体
- 神奈川県
  - 藤沢市 - 寒川町 - 平塚市 - 伊勢原市

### 交差する道路
- 国道467号（区域未決定）
- 神奈川県道403号菖蒲沢戸塚線（区域未決定）
- 神奈川県道43号藤沢厚木線（区域未決定）
- 神奈川県道404号遠藤茅ヶ崎線（区域未決定）
- 神奈川県道45号丸子中山茅ヶ崎線（整備中）
- 首都圏中央連絡自動車道寒川北IC（整備中）
- 神奈川県道46号相模原茅ヶ崎線（整備中）
- 国道129号
- 神奈川県道606号明石下落合線（区域未決定）
- 神奈川県道605号下糟屋平塚線（区域未決定）
- 神奈川県道22号横浜伊勢原線（区域未決定）
- 神奈川県道63号相模原大磯線別線・小田原厚木道路（立体交差、接続なし）（区域未決定）
- 国道246号（区域未決定）

### 周辺の主な施設
- 湘南台文化センター
- 湘南台駅
- 藤沢北消防署
- 藤沢北警察署
- いすゞ自動車藤沢工場
- 慶應義塾大学湘南藤沢キャンパス（SFC）
- 倉見駅
- THE OUTLETS SHONAN HIRATSUKA